# Grimmia ramulosa
Grimmia ramulosa là một loài Rêu trong họ Grimmiaceae. Loài này được (Lindb.) Lindb. mô tả khoa học đầu tiên năm 1879.